# Камб-ан-Плен
Камб-ан-Плен (фр. Cambes-en-Plaine) — коммуна во Франции, находится в регионе Нижняя Нормандия. Департамент коммуны — Кальвадос. Входит в состав кантона Крёлли. Округ коммуны — Кан.
Код INSEE коммуны — 14125.

## Население
Население коммуны на 2010 год составляло 1387 человек.
| 1962 | 1968 | 1975 | 1982 | 1990 | 1999 | 2010 |
| ---- | ---- | ---- | ---- | ---- | ---- | ---- |
| 301  | 332  | 309  | 792  | 972  | 1493 | 1387 |

## Экономика
В 2010 году среди 966 человек трудоспособного возраста (15—64 лет) 663 были экономически активными, 303 — неактивными (показатель активности — 68,6 %, в 1999 году было 70,0 %). Из 663 активных жителей работали 620 человек (311 мужчин и 309 женщин), безработных были 43 (22 мужчины и 21 женщина). Среди 303 неактивных 158 человек были учениками или студентами, 98 — пенсионерами, 47 были неактивными по другим причинам.